# Ed Broadbent
Pour les articles homonymes, voir Broadbent.
John Edward Broadbent, dit Ed Broadbent, né le 21 mars 1936 à Oshawa en Ontario et mort le 11 janvier 2024 à Ottawa (Ontario), est un enseignant et homme politique canadien social-démocrate.

## Biographie
Ed Broadbent est né le 21 mars 1936 à Oshawa, une petite ville de l'Ontario. Son père est ouvrier à l'usine de General Motors, un poumon économique de la région ontarienne.
À l’université, il obtient une maîtrise en philosophie du droit à la London School of Economics et également un doctorat en sciences politiques à l’Université de Toronto. Une de ses amies confie qu'Ed Broadbent était un étudiant très populaire tant chez les garçons que chez les filles d’Oshawa.
Il devient professeur de sciences politiques à l'Université York de Toronto, mais il entre rapidement dans le domaine politique.

### Carrière politique
De 1975 à 1989, Ed Broadbent dirige le Nouveau Parti démocratique (NPD) en tant que député de la circonscription d'Oshawa. Lors de l'élection de 2004, à la demande du nouveau chef néo-démocrate Jack Layton, il revient à la Chambre des communes pour un mandat supplémentaire en tant que député de la circonscription d'Ottawa-Centre.  Durant sa carrière, il s’est consacré aux droits autochtones et économiques, à l'égalité des femmes, à la pauvreté des enfants, l'éthique au gouvernement et l'égalité fiscale. Il est aussi président fondateur de Rights & Democracy.
En 2011, il fonde l'Institut Broadbent (en) pour faire la promotion des réformes inspirées par la gauche. 

### Vie privée
En 2005, Ed Broadbent abandonne la vie politique pour être près de son épouse, Lucille, atteinte d’une grave maladie. Il a deux enfants.
En 2014, il épouse en secondes noces la professeure et historienne américaine Ellen Meiksins Wood. Elle meurt à Ottawa en 2016.

### Mort
L'Institut Broadbent annonce qu'Ed Broadbent est mort le 11 janvier 2024 à Ottawa (Ontario) à l’âge de 87 ans.

## Archives
Il y a un fonds Ed Broadbent à Bibliothèque et Archives Canada. Le numéro de référence archivistique est R5828.